# 里湖高原鰍
里湖高原鰍（學名：Triplophysa lihuensis）為輻鰭魚綱鯉形目條鰍科高原鰍屬的其中一種。分布於亞洲中國廣西壯族自治區南丹縣里湖鎮洞穴，本魚體延長，前半部呈圓柱狀，後半部扁平狀，無眼，口下位，嘴唇表面具皺褶，觸鬚3對，體無鱗，體色乳白色，魚鰭透明，尾鰭略凹，上下葉圓鈍，體長可達6.2公分，棲息在洞穴底層水域，生活習性不明。